# Stasin (Kosinowo)
Stasin – część wsi Kosinowo w Polsce, położona w województwie kujawsko-pomorskim, w powiecie włocławskim, w gminie Włocławek.
W latach 1975–1998 Stasin administracyjnie należał do województwa włocławskiego.